# Kapuzinerkloster Krefeld-Inrath

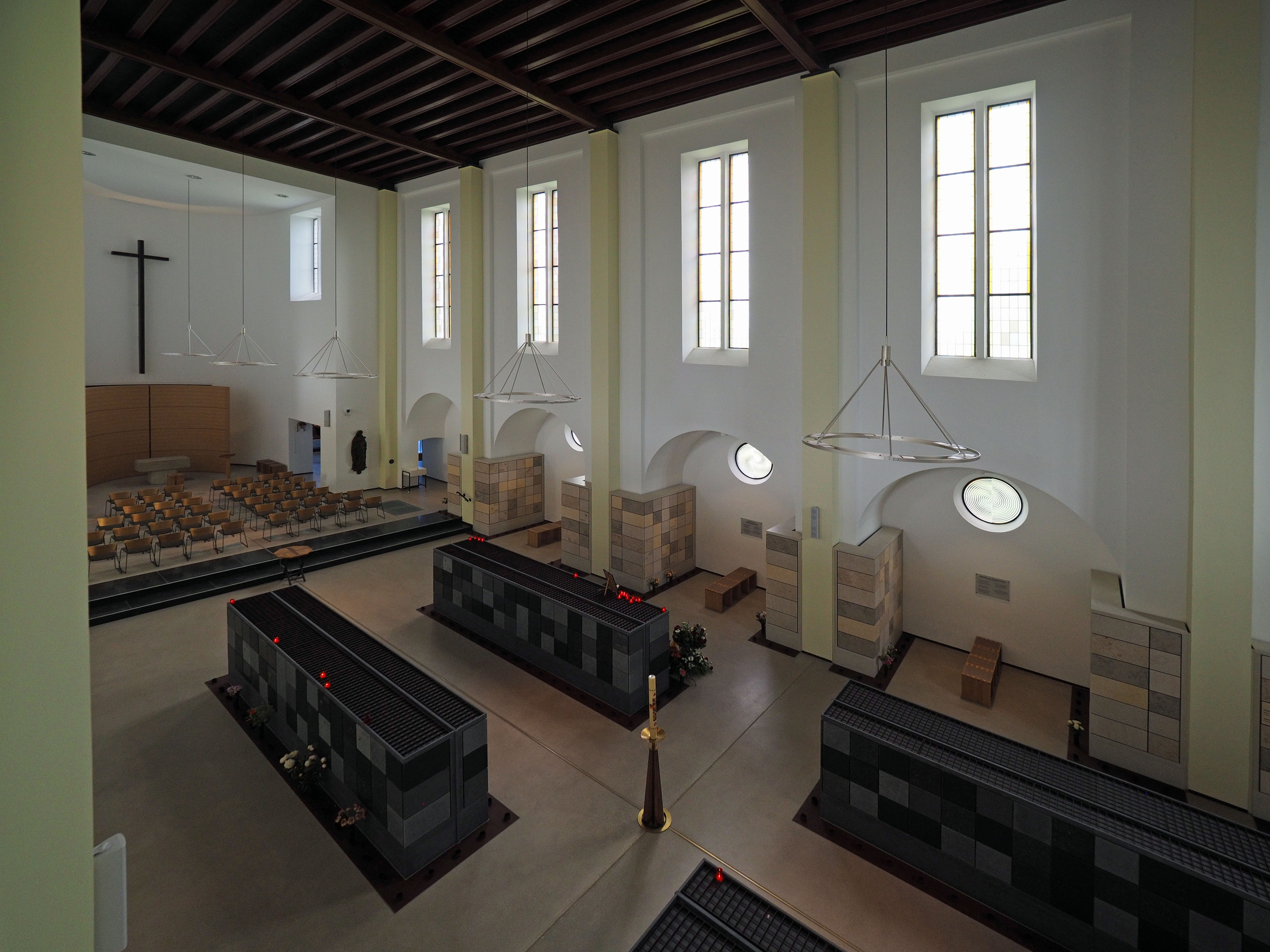
Innenaufnahme mit Blick auf das Kirchenschiff

Das Kapuzinerkloster Krefeld-Inrath war ein Konvent der Kapuziner in Krefeld und bestand von 1892 bis 1992. Er gehörte zur Rheinisch-Westfälischen Kapuzinerprovinz.

## Lage und Umgebung
Das Kloster befand sich nordwestlich der Krefelder Innenstadt im Stadtteil Inrath. Die heutige Adresse ist Hülser Straße 574, 47803 Krefeld.

## Entstehungsgeschichte
Zwischen 1860 und 1890 wuchs die Krefelder Bevölkerung von 50.000 auf über 100.000 Einwohner. In den drei Krefelder Pfarreien Liebfrauen, St. Dionysius und St. Stephan entstanden Pläne über die Gründung neuer Filialkirchen. 1888 hielten die Kapuziner der rheinisch-westfälische Provinz eine Volksmission in den drei Gemeinden ab. Daraufhin baten die Pfarrer von Liebfrauen und St. Dionysisus die Kapuziner, im Stadtteil Inrath ein Kloster zu gründen und von dessen Kirche aus eine neu zu gründende Gemeinde seelsorgerisch zu betreuen. Das Gebiet der neuen Gemeinde wurde aus dem Gebiet der Liebfrauengemeinde herausgelöst.

## Baugeschichte
Der Grundstein für das Klostergebäude wurde am 19. Juli 1892 gelegt. Der erste Flügel konnte am 13. April 1893 bezogen werden. Den Grundstein für die Kirche legte am 8. April 1894 Weihbischof Hermann Joseph Schmitz. Benediziert wurde die Kirche am 23. Dezember 1894 durch den Stadtdechanten Johannes Lefranc.
Am 22. Juni 1943 wurde bei einem Luftangriff die Klosterbibliothek durch 17 Brandbomben völlig zerstört. Das Dach der Kirche wurde abgedeckt, das Gewölbe stürzte ein. Das Chorgewölbe brach einige Tage später zusammen und zerstörte dabei den Hochaltar. Die Nordseite des Klostergebäudes wurde durch Sprengbomben und Luftminen stark beschädigt. Am 18. Dezember 1944 fiel eine Luftmine auf die südliche Mauer des Klostergartens, zerstörte einen Teil der Gebäude und tötete einen Pater.
Der Wiederaufbau der Kirche begann am 7. Juni 1949 und konnte am 3. Mai 1951 am Fest Christi Himmelfahrt abgeschlossen werden.
Nach der Auflösung des Klosters 1992 wurde 2008 der südliche Teil des Grundstücks mit den Klostergebäuden an das Unternehmen Siempelkamp verkauft. Siempelkamp besaß bereits benachbarte Grundstücke. 2017 riss Siempelkamp das Klostergebäude samt Kreuzgang ab. Vom ehemaligen Kloster blieb nur die Kirche auf dem nördlichen Grundstück stehen. Der Verkaufserlös floss in den Neubau eines Gemeindezentrums nördlich der Kirche, das 2012 fertiggestellt wurde.
Die Kirche wurde zu einem Kolumbarium umgebaut. Die Umgestaltung erfolgte in den Jahren 2016 bis 2018 nach den Entwürfen der Mönchengladbacher Innenarchitekten Wilhelm Theelen und Monika Aulbur. Im Kirchenschiff sind die Sitzbänke durch vier längliche Quader ersetzt worden, die Grabkammern für Urnen enthalten. Weitere Grabkammern befinden sich an den Pfeilern. Insgesamt gibt es 298 Doppel- und 717 Einzelgrabstätten. Markant ist eine Messinglinie, die im Boden vom Taufbecken im Eingangsbereich bis zum Altar führt und sich dort im Spalt der Holzwand bis zum an der Decke hängenden Kreuz fortsetzt. Die ursprüngliche Taufkapelle wurde zu einer Verabschiedungskapelle umgestaltet, in der nun die Pietà von 1902 steht. Der Glaskünstler Jochem Poensgen schuf 2018 für die Grabeskirche zwölf neue Fenster. Die Umgestaltung wurde vom Bund Deutscher Innenarchitekten als eines von 27 Projekten für den Deutschen Innenarchitektur-Preis 2019 nominiert.

## Nutzung des Klosters und der Kirche

### Nutzung des Klosters
Von 1894 bis 1968 wurde im Kapuzinerkloster Krefeld-Inrath der Ordensnachwuchs der rheinisch-westfälischen Provinz ausgebildet. Von 1894 bis 1911 studierten die jungen Kapuziner in Krefeld Theologie und Philosophie. Den Abschluss des Studiums bildete die Diakonats- bzw. Priesterweihe. Die Ausbildung begann 1894 mit vier Patres als Lektoren und vier Studenten. Einer der Dozenten, die in Krefeld unterrichteten, war Georg Müßig. Er lehrte hier von 1902 bis 1917 Philosophie. 1911 wurde die Ausbildung auf zwei Klöster verteilt. Das theologische Studium wurde in das Kapuzinerkloster in Münster verlegt. Im Krefelder Kloster verblieb mit Unterbrechungen während der beiden Weltkriege bis 1968 der philosophische Unterricht. Ab 1968 wurden aufgrund des Rückgangs des Ordensnachwuchses das Studium der Theologie und Philosophie wie auch die gesamte Ausbildung der Kapuziner und der Franziskaner zusammengelegt. Seit 1971 findet sie in der Philosophisch-Theologischen Hochschule der Franziskaner und Kapuziner in Münster statt.
An der Krefelder Ordensschule studierten viele bekannte Kapuziner. Der später im KZ Auschwitz ermordete Anizet Koplin wurde in Krefeld ausgebildet und im Krefelder Kapuzinerkloster am 15. August 1900 zum Priester geweiht. Auch der im KZ Dachau umgekommene Dionys Zöhren begann hier am 23. April 1923 sein Noviziat. Der China-Missionar Walter Hopp studierte hier ebenso wie der Buchautor Adalbert Ehrenfried, der spätere Frankfurter Gehörlosenseelsorger Amandus Hasselbach und Erich Purk, der als Sprecher des Wort zum Sonntag bekannt wurde.
In den beiden Weltkriegen wurde das Kloster auch anderweitig genutzt. Im Ersten Weltkrieg waren die Ordensschule und das Refektorium vorübergehend ein Lazarett. Die Ordensschule und das Refektorium waren frei geworden, weil die Kriegsbegeisterung zu Kriegsbeginn auch die Krefelder Kapuziner erfasst hatte. 19 Krefelder Kapuziner leisteten Kriegsdienst, je ein Kleriker als Feld-, Lazarett- und Kriegsgefangenenseelsorger, zehn als Sanitäter und vier Kleriker und zwei Brüder an der Waffe. Im Zweiten Weltkrieg wurde zeitweise ein Wachkommando der Wehrmacht mit 95 Mann im Kloster untergebracht.
1992 beschloss die Rheinisch-Westfälische Ordensprovinz die Auflösung des Klosters.

### Nutzung der Kirche
Die Kirche St. Elisabeth hatte zwischen 1894 und 1992 zwei Funktionen. Zum einen war sie Klosterkirche. Zum anderen war sie eine Gemeindekirche.
1970 stieg die Kirche St. Elisabeth von einer Vikarie zu einer eigenständigen Pfarre auf. 2014 fusionierte die Gemeinde mit den Gemeinden St. Anna und St. Thomas Morus zu der neuen Pfarrei Heiligste Dreifaltigkeit.
Im April 2016 wurde die Kirche teilentwidmet und zu einem Kolumbarium umgebaut. Das Kolumbarium wurde am 14. Juli 2018 eröffnet. Seitdem ist St. Elisabeth eine Grabeskirche.